# Gamma1 Caeli
Gamma1 Caeli (γ1 Cae) – gwiazda podwójna w gwiazdozbiorze Rylca. Oddalona jest o 185 lat świetlnych od Słońca.

## Charakterystyka
Główny składnik, Gamma1 Caeli A, to pomarańczowy olbrzym należący do typu widmowego K o obserwowanej wielkości gwiazdowej równej +4,57m. Drugi składnik, Gamma1 Caeli B, to podolbrzym należący do typu widmowego G, ósmej wielkości gwiazdowej, oddalony od głównej gwiazdy o 3,2 sekundy kątowej. Drugi składnik jest prawdopodobnie gwiazdą zmienną.